# Чемпионат Европы по лёгкой атлетике в помещении 2019 — эстафета 4×400 метров (мужчины)
Соревнования в эстафете 4×400 метров у мужчин на чемпионате Европы по лёгкой атлетике в помещении 2019 года прошли 3 марта в Глазго на Арене Содружества.
К соревнованиям были допущены 6 сильнейших сборных Старого Света по итогам летнего сезона 2018 года.
Действующим зимним чемпионом Европы в эстафете 4×400 метров являлась сборная Польши.

## Медалисты
| Золото                                                               | Серебро                                                             | Бронза                                                                  |
| Бельгия · Жюльен Ватрен · Дилан Борле · Джонатан Борле · Кевин Борле | Испания · Оскар Усильос · Мануэль Гихарро · Лукас Буа · Бернат Эрта | Франция · Мам-Ибра Анн · Томас Жордье · Николя Курбьер · Фабрисио Саиди |

## Рекорды
До начала соревнований действующими были следующие рекорды в помещении.
| Мировой рекорд                   | Техасский университет A&M Илоло Изу Роберт Грант Девин Диксон Майлик Керли          | 3.01,39 | Колледж-Стейшен, США      | 10 марта 2018   |
| Рекорд Европы                    | Польша · Кароль Залевский · Рафал Омелько · Лукаш Кравчук · Якуб Кшевина            | 3.01,77 | Бирмингем, Великобритания | 4 марта 2018    |
| Рекорд чемпионатов Европы        | Бельгия · Жюльен Ватрен · Дилан Борле · Джонатан Борле · Кевин Борле                | 3.02,87 | Прага, Чехия              | 8 марта 2015    |
| Лучший результат сезона в мире   | Хьюстонский университет Амир Латтин Оби Игбокве Джермейн Холт Камари Монтгомери     | 3.01,51 | Клемсон, США              | 9 февраля 2019  |
| Лучший результат сезона в Европе | Санкт-Петербург Максим Рафилович Андрей Руденко Константин Прокофьев Михаил Филатов | 3.10,85 | Москва, Россия            | 15 февраля 2019 |

## Расписание
| Дата         | Время | Раунд соревнований |
| ------------ | ----- | ------------------ |
| 3 марта 2019 | 20:25 | Финал              |

Время местное (UTC±00:00)

## Результаты
Обозначения: WR — Мировой рекорд | ER — Рекорд Европы | CR — Рекорд чемпионатов Европы | NR — Национальный рекорд | WL — Лучший результат сезона в мире | EL — Лучший результат сезона в Европе | DNS — Не стартовали | DNF — Не финишировали | DQ — Дисквалифицированы

Финал в эстафете 4×400 метров у мужчин состоялся 3 марта 2019 года. Действующие летние чемпионы Европы из Бельгии в упорной борьбе с командой Испании смогли стать сильнейшими и на зимнем первенстве континента. Эта победа в эстафете стала второй для бельгийцев на чемпионатах Европы в помещении. Первая была добыта четырьмя годами ранее, причём тем же составом: Жюльен Ватрен и три брата Борлее (Дилан, Джонатан и Кевин). Испанцы проиграли чемпионам всего 0,05 секунды и завоевали серебряные медали с новым национальным рекордом — 3.06,32. Сборная Франции большую часть дистанции была вне тройки, однако стала бронзовым призёром усилиями Фабрисио Саиди, который на заключительной прямой опередил британца Алекса Хейдок-Уилсона и Дамьяна Чикера из Польши (специалиста в беге на 110 метров с барьерами)

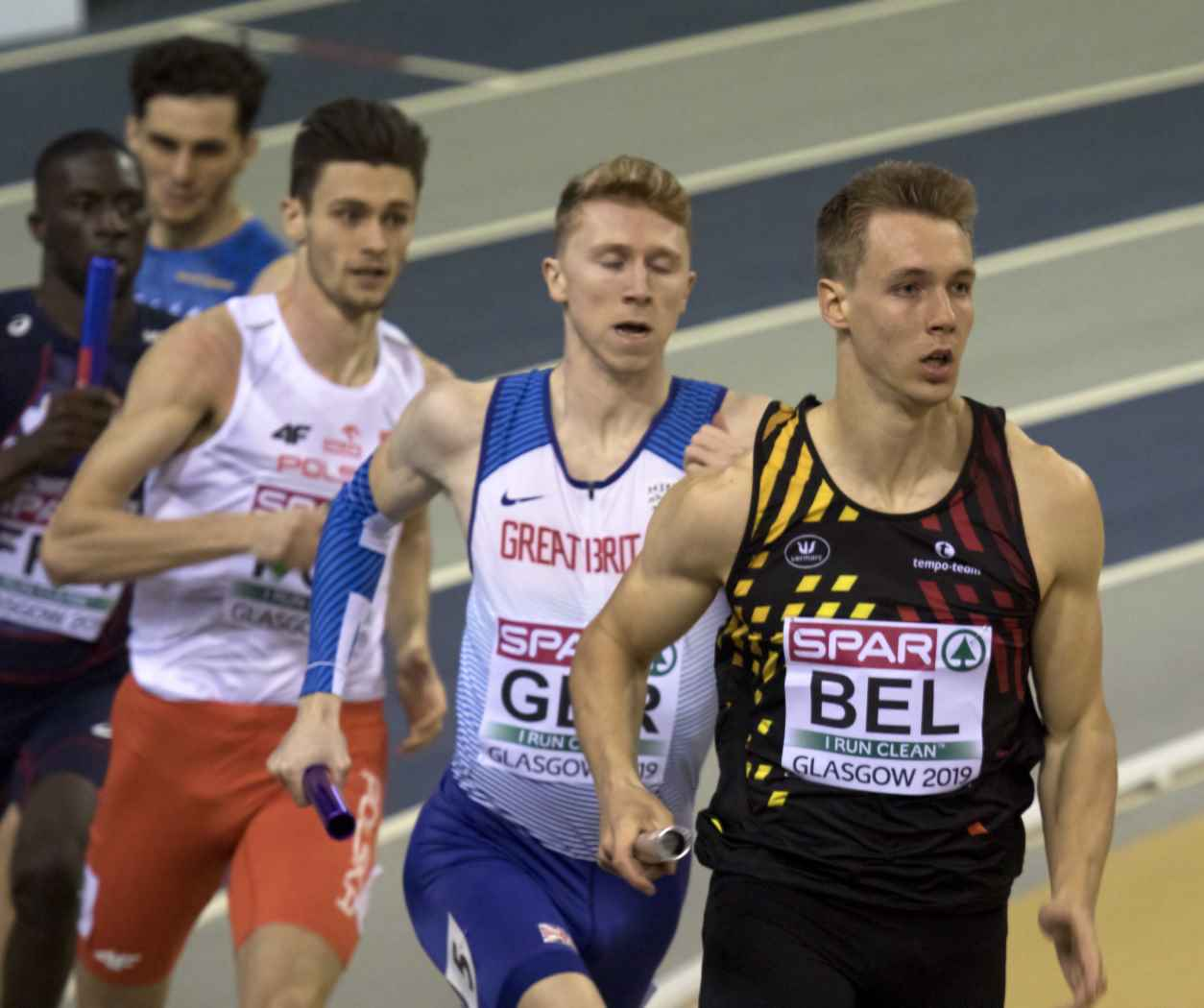
Первый этап
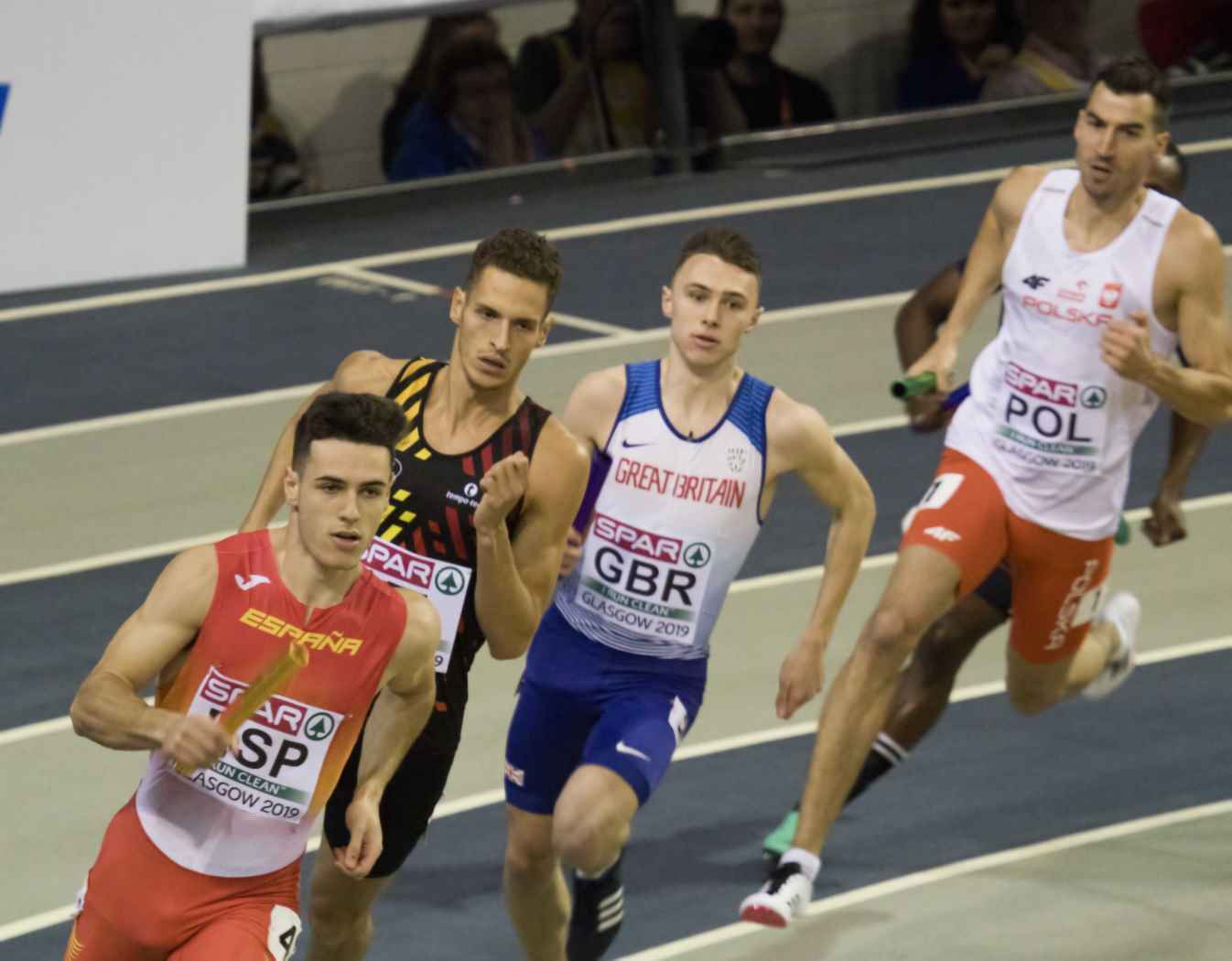
Мануэль Гихарро из Испании возглавляет забег
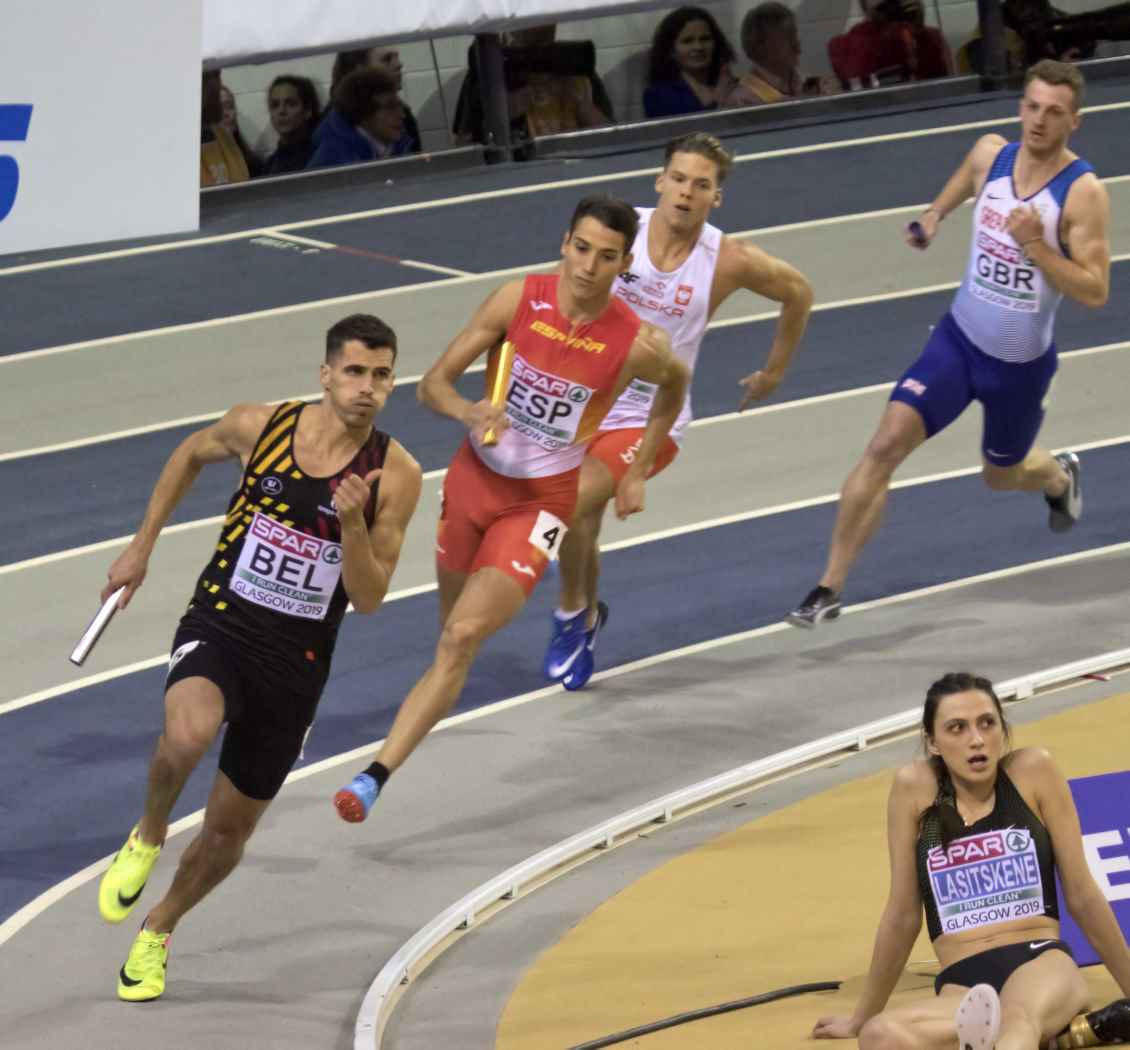
Джонатан Борле вывел Бельгию вперёд в начале третьего этапа, но закончил свой отрезок только вторым
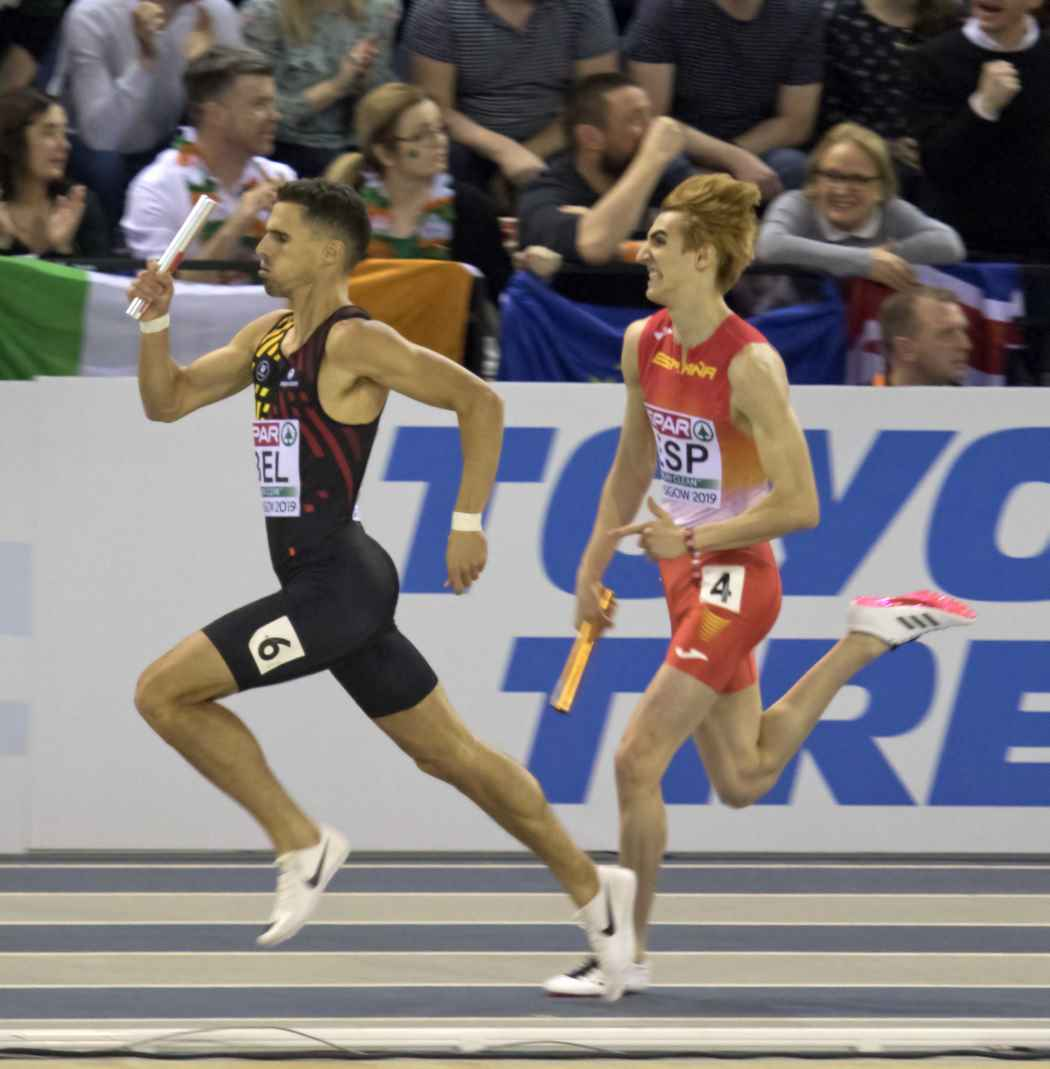
Финиш: Кевин Борле оставляет позади Берната Эрту

| Место | Команда                                                                            | Результат | Примечания |
| ----- | ---------------------------------------------------------------------------------- | --------- | ---------- |
| 1     | Бельгия (Жюльен Ватрен, Дилан Борле, Джонатан Борле, Кевин Борле)                  | 3:06.27   | EL         |
| 2     | Испания (Оскар Усильос, Мануэль Гихарро, Лукас Буа, Бернат Эрта)                   | 3:06.32   | NR         |
| 3     | Франция (Мам-Ибра Анн, Томас Жордье, Николя Курбьер, Фабрисио Саиди)               | 3:07.71   |            |
| 4     | Польша (Дариуш Ковалюк, Рафал Омелько, Тимотеуш Зимны, Дамьян Чикер)               | 3:08.40   |            |
| 5     | Великобритания (Кэмерон Чалмерс, Джозеф Брайер, Томас Сомерс, Алекс Хейдок-Уилсон) | 3:08.48   |            |
| 6     | Италия (Джузеппе Леонарди, Микеле Трикка, Брайан Лопес, Владимир Ачети)            | 3:09.48   |            |